# Bart Nieuwkoop
Bart Nieuwkoop (* 7. März 1996 in Bergen op Zoom, Provinz Nordbrabant) ist ein niederländischer Fußballspieler, der für Feyenoord Rotterdam spielt.

## Werdegang
Bart Nieuwkoop wurde in Bergen op Zoom in der Provinz Nordbrabant geboren und spielte bereits früh in der Jugend von Feyenoord Rotterdam Fußball. Im Sommer 2015 stieg Nieuwkoop in die erste Mannschaft von Feyenoord Rotterdam auf. Er unterschrieb einen Vertrag bis Mitte 2020. Sein Debüt in der Eredivisie gab er am 4. Oktober 2015 gegen De Graafschap, als er in der Startelf aufgestellt wurde und nach 68 Minuten für Tonny Vilhena ausgewechselt wurde. In seiner ersten Saison in der A-Mannschaft erhielt Nieuwkoop insgesamt fünf Einsätze für Feyenoord. Am 25. April 2016 gewann Nieuwkoop mit Feyenoord durch ein 2:1 im Finale gegen den FC Utrecht (wo er jedoch nicht eingesetzt wurde) den KNVB-Pokal 2015/16.
In der Saison 2016/17 gewann Nieuwkoop mit Feyenoord die Meisterschaft. Er bestritt insgesamt 13 Ligaspiele. Sein Vertrag bei Rotterdam endete mit der Saison 2020/21.
Ende April 2021 unterschrieb er zur neuen Saison 2021/22 einen Vertrag mit einer Laufzeit von drei Jahren beim Aufsteiger in die belgische Division 1A Royale Union Saint-Gilloise. In dieser Saison bestritt er 39 von 40 möglichen Ligaspielen für Saint-Gilloise, in denen er vier Tore schoss, sowie ein Pokalspiel und holte mit dem Verein die belgische Vizemeisterschaft. In der nächsten Saison waren es 35 von 40 möglichen Ligaspielen mit drei Toren, fünf Pokalspiele mit einem Tor und elf Spiele im Europapokal.
Mitte August 2023 wechselte er, nachdem er die ersten zwei Ligaspiele der neuen Saison noch für Saint-Gilloise bestritten hatte, zurück zu Feyenoord Rotterdam und unterschrieb dort einen Vertrag mit einer Laufzeit von vier Jahren.

## Erfolge
- Niederländischer Meister: 2016/17
- Niederländischer Pokalsieger: 2015/16, 2017/18, 2023/24,
- Niederländischer Supercupsieger 2018, 2024